# Kevin Lindemann
Kevin Lindemann ist ein deutscher Behindertensportler.
Kevin Lindemann, der von Geburt an taub ist, hat sich von Jugend an dem Bowling-Sport gewidmet. Er spielte für den Berliner Gehörlosen Sportverein und gehörte bald zu den Leistungsträgern seines Vereins. Sein erster größerer Erfolg war 2004 in Berlin bei den Deutschen Gehörlosen Bowling-Meisterschaften der Gewinn der Deutschen Jugendmeisterschaft im Einzel.
Er wurde Mitglied der Deutschen Gehörlosen-Nationalmannschaft. Mit der Mannschaft gewann er bei den Deaflympics 2013 in Sofia eine Silbermedaille im Team-Bowling und eine weitere Silbermedaille im Doppel und wurde dafür von Bundespräsident Gauck am 25. Oktober 2013 mit dem Silbernen Lorbeerblatt ausgezeichnet.
Kevin Lindemann nahm auch an den Deaflympics 2017 in Samsun (Türkei) teil, bei der er erneut mit der deutschen Bowlingmannschaft erfolgreich war. Diesmal errang sein Team den ersten Platz und war damit Gewinner der Goldmedaille. Dafür wurde er diesmal von Bundespräsident Steinmeier, am 13. Oktober 2017 zum zweiten Mal durch Verleihung des Silbernen Lorbeerblattes geehrt.
Außerdem wurde er sowohl 2012 als  auch 2013 Berliner Behinderten-Sportler des Jahres.